# Gemeinde Stubendorf
Die Gemeinde Stubendorf, polnisch Gmina Izbicko ist eine Landgemeinde (Gmina wiejska) im Powiat Strzelecki der Woiwodschaft Opole in Polen. Ihr Sitz ist das gleichnamige Dorf mit etwa 1100 Einwohnern.
Seit 2006 ist die Gemeinde zweisprachig (Polnisch und Deutsch).

## Geographie
Die Gemeinde liegt im Schlesischen Tiefland, zehn Kilometer von der Woiwodschaftshauptstadt Opole (Oppeln) entfernt und grenzt an Strzelce Opolskie (Groß Strehlitz). Die Region gehört zu Oberschlesien.

## Geschichte

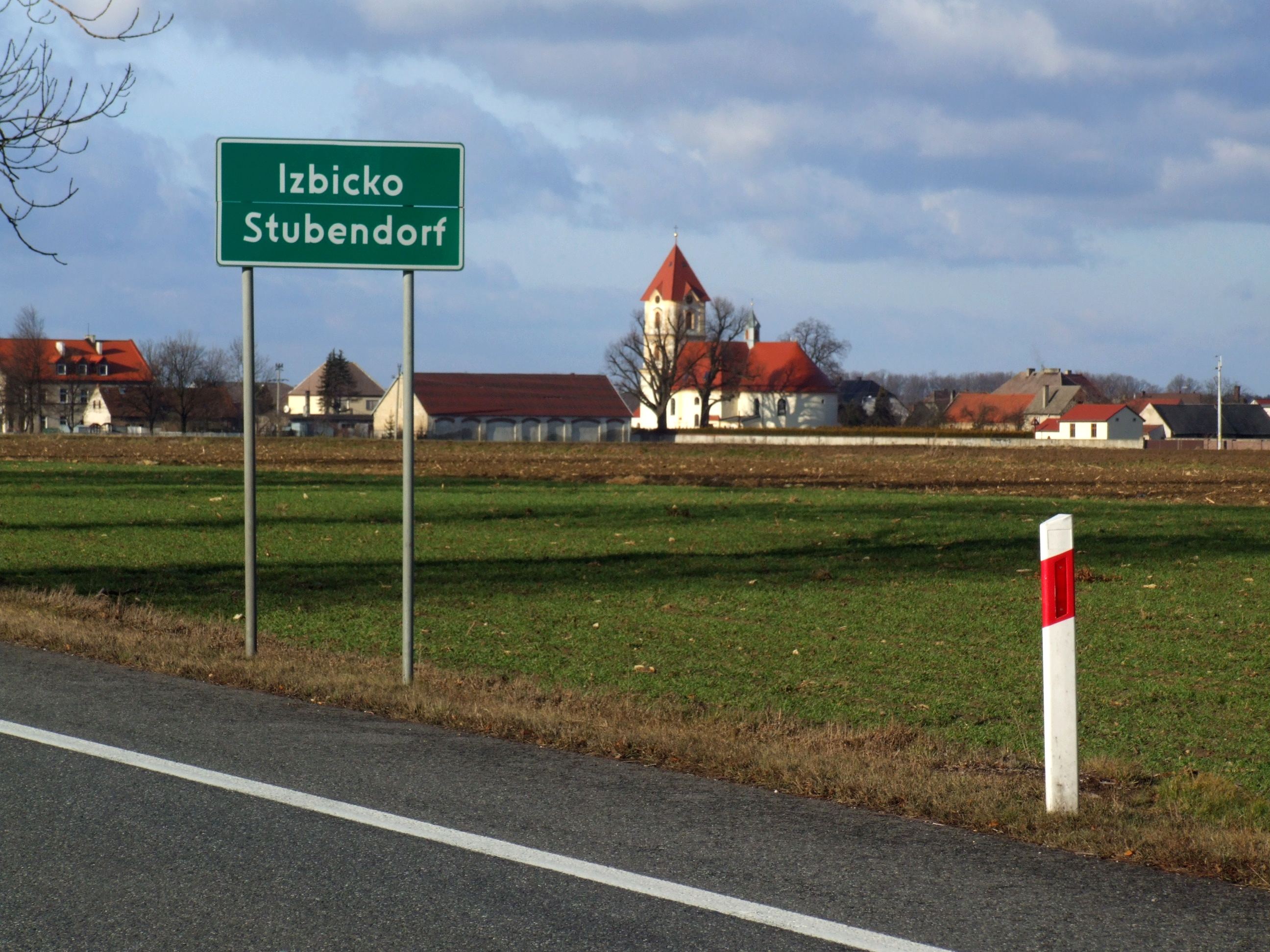
Zweisprachiges Ortsschild

In Folge des Zweiten Weltkriegs kam das gesamte Oberschlesien an Polen. In der Region konnte sich eine Minderheit halten. Nach der polnischen Volkszählung von 2002 gehören 28,39 % der Gemeindebevölkerung der deutschen Minderheit an, weitere 11,49 % bezeichneten sich als „Schlesier“.
Die 1947 gebildete Gemeinde führte 2006 Deutsch als Hilfssprache ein. Zwei Jahre später wurden zweisprachige Ortsnamen eingeführt und im Dezember des Jahres polnisch-deutsche Ortsschilder in der Gemeinde aufgestellt. Stubendorf war die vierte Gemeinde mit zweisprachigen Ortsschildern in der Woiwodschaft Opole.

## Politik

### Gemeindevorsteher
2006 wurde Brygida Pytel vom Wahlkomitee Deutsche Minderheit zur Gemeindevorsteherin (Wójt) gewählt. Davor waren Manfred Grabelus, Andrzej Gelles, Stefan Kulig, Kazimierz Janka, Andrzej Baksik sowie NN. Kralewski Gemeindevorstände der Nachkriegszeit. Bei der turnusmäßigen Neuwahl im Oktober 2018 erhielt sie als einzige Kandidatin 72,3 % der Stimmen. Bei der turnusmäßigen Wahl im April 2024 trat Pytel nicht mehr an. Die Wahl führte zu folgendem Ergebnis:
- Marzena Baksik (Schlesische Kommunalverwaltung) 54,8 % der Stimmen
- Krzysztof Cegielski (Wahlkomitee „Lasst uns gemeinsam handeln“) 45,2 % der Stimmen

Damit wurde Haksik bereits im ersten Wahlgang zur neuen Gemeindevorsteherin gewählt.

### Gemeinderat
Der Gemeinderat besteht aus 15 Mitgliedern und wird direkt gewählt. Die Gemeinderatswahl 2024 führte zu folgendem Ergebnis:
- Schlesische Kommunalverwaltung (Deutsche Minderheit) 43,1 % der Stimmen, 5 Sitze
- Wahlkomitee „Lasst uns gemeinsam handeln“ 33,1 % der Stimmen, 5 Sitze
- Wahlkomitee Strzelce-Land 15,6 % der Stimmen, 4 Sitze
- Unabhängiges Wahlkomitee 7,6 % der Stimmen, 1 Sitz

Die Gemeinderatswahl 2018 führte zu folgendem Ergebnis:
- Wahlkomitee Deutsche Minderheit 43,3 % der Stimmen, 8 Sitze
- Wählergemeinschaft des Dorfes Gąsiorowice und Umgebung 56,7 % der Stimmen, 7 Sitze

Anmerkung: Der Stimmenanteil der Deutschen Minderheit ist im Vergleich zur Sitzzahl so gering, da in vier der 15 Wahlkreise ihre Kandidaten mangels Gegenkandidaten ohne Wahl und damit auch ohne Stimmen ihren Sitz erhielten.

### Wappen
Das Gemeindewappen ist geteilt und zeigt oben einen schwarzen Eber auf grünem Grund. Der untere Teil ist gespalten und zeigt rechts zwei gelbe Weizenähren in Gelb und links einen schwarzen Karpfen in Blau.

### Partnerschaften
Die Gemeinde Stubendorf unterhält mit folgenden Orten Partnerschaften:
- Orebić (Kroatien) seit 2001
- Teicha (Sachsen-Anhalt) seit 2002
- Florstadt (Hessen) seit 2003
- Osoblaha (Tschechien) seit 2008.

## Gliederung
Die Landgemeinde (gmina wiejska) Stubendorf umfasst auf einer Fläche von 84 km² elf Dörfer mit Schulzenämtern:
- Boritsch / Borycz (1936–45: Schildbach)
- Grabow / Grabów (1936–45: Weißbuchen)
- Stubendorf / Izbicko
- Kroschnitz / Krośnica (1936–45: Auendorf)
- Tschammer Ellguth / Ligota Czamborowa
- Ottmütz / Otmice
- Schedlitz / Siedlec (1936–45: Alt Siedel)
- Sprentschütz / Sprzęcice
- Sucho-Danietz / Suchodaniec (1934–45: Trockenfeld)
- Posnowitz / Poznowice (1936–45: Einsiedel)
- Zauche / Utrata (1936–45 Teichgrund)